# TV4-nyheterna Skellefteå
TV4-nyheterna Skellefteå var tidigare en del av TV4 Västerbotten och TV4-nyheterna Umeå, och är TV4:s 25:e lokala station. 14 september 2009 startade sändningarna. TV4-nyheterna Skellefteå sänder sex gånger varje vardag. Fyra av sändningarna ligger under Nyhetsmorgon. Övriga sändningar är cirka 19.00 och 22.30 förutom fredagar.